# Бюзьет
Бюзье́т (фр. Buziet) — коммуна во Франции, находится в регионе Аквитания. Департамент — Атлантические Пиренеи. Входит в состав кантона Олорон-Сент-Мари-2. Округ коммуны — Олорон-Сент-Мари.
Код INSEE коммуны — 64156.

## География

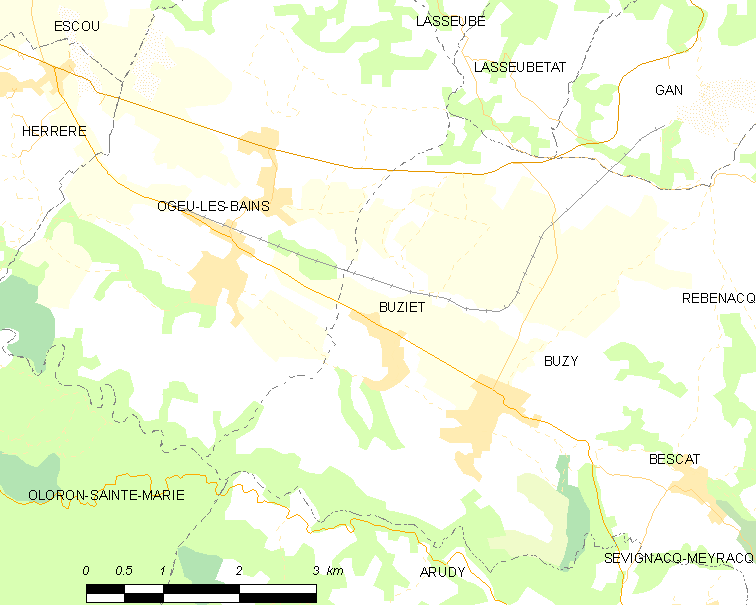
Карта коммуны

Коммуна расположена приблизительно в 680 км к югу от Парижа, в 190 км южнее Бордо, в 21 км к юго-западу от По.
На юго-западе коммуны протекает река Гав-д’Осо.

### Климат
Климат тёплый океанический. Зима мягкая, средняя температура января — от +5°С до +13°С, температуры ниже −10 °C бывают редко. Снег выпадает около 15 дней в году с ноября по апрель. Максимальная температура летом порядка 20-30 °C, выше 35 °C бывает очень редко. Количество осадков высокое, порядка 1100 мм в год. Характерна безветренная погода, сильные ветры очень редки.

## Население
Население коммуны на 2010 год составляло 460 человек.
| 1962 | 1968 | 1975 | 1982 | 1990 | 1999 | 2010 |
| ---- | ---- | ---- | ---- | ---- | ---- | ---- |
| 343  | 308  | 313  | 340  | 369  | 371  | 460  |

## Администрация
| Период | Период | Фамилия           | Партия | Примечания |
| ------ | ------ | ----------------- | ------ | ---------- |
| 1995   | 2001   | Жан-Батист Казоко |        |            |
| 2001   | 2014   | Жан-Клод Элишири  |        |            |
| 2014   | 2020   | Альфред Максанти  |        |            |

## Экономика
В 2010 году среди 293 человек трудоспособного возраста (15-64 лет) 221 были экономически активными, 72 — неактивными (показатель активности — 75,4 %, в 1999 году было 67,9 %). Из 221 активных жителей работали 206 человек (106 мужчин и 100 женщин), безработных было 15 (8 мужчин и 7 женщин). Среди 72 неактивных 23 человека были учениками или студентами, 30 — пенсионерами, 19 были неактивными по другим причинам.